# Sečoveljske soline in estuarij Dragonje
Das Fauna-Flora-Habitat-Gebiet Sečoveljske soline in estuarij Dragonje (deutsch: Salinen von Sečovel und Dragonje-Ästuar) liegt auf dem Gebiet der Gemeinde Piran im Südwesten Sloweniens. Es handelt sich um ehemalige Salinen im Mündungsbereich des Flusses Dragonja. Das Areal wurde seit dem 13. Jahrhundert zur Gewinnung von Meersalz genutzt und wird daher von den Ruinen der Salinengebäude und den Verdunstungsbecken geprägt.
Das Gebiet liegt zu einem großen Teil im europäischen Vogelschutzgebiet Sečoveljske soline.

## Schutzzweck

### Lebensraumtypen
Folgende Lebensraumtypen nach Anhang I der FFH-Richtlinie kommen im Gebiet vor:
| EU Code | * | Lebensraumtyp (offizielle Bezeichnung)                                                            | Fläche (ha) |
| ------- | - | ------------------------------------------------------------------------------------------------- | ----------- |
| 1130    |   | Ästuarien                                                                                         | 12,6        |
| 1140    |   | Vegetationsfreies Schlick-, Sand- und Mischwatt                                                   | 68          |
| 1310    |   | Pioniervegetation mit Salicornia und anderen einjährigen Arten auf Schlamm und Sand (Quellerwatt) | 68          |
| 1320    |   | Schlickgrasbestände (Spartinion maritimae)                                                        | 68          |
| 1410    |   | Mediterrane Salzwiesen (Juncetalia maritimi)                                                      | 68          |
| 1420    |   | Quellerwatten des Mittelmeer- und gemäßigten atlantischen Raums (Sarcocornetea fruticosae)        | 68          |

### Arteninventar
Folgende Arten von gemeinschaftlichem Interesse kommen im Gebiet vor:
| Bild                         | EU Code | * | Art                          | wissenschaftlicher Name | Artengruppe           |
| ---------------------------- | ------- | - | ---------------------------- | ----------------------- | --------------------- |
| Europäische Sumpfschildkröte | 1220    |   | Europäische Sumpfschildkröte | Emys orbicularis        | Reptilien             |
|                              | 1152    |   | Zebrakärpfling               | Aphanius fasciatus      | Fische und Rundmäuler |
|                              | 1074    |   | Hecken-Wollafter             | Eriogaster catax        | Schmetterlinge        |